# 22880 Pulaski
22880 Pulaski este un asteroid din centura principală de asteroizi.

## Descriere
22880 Pulaski este un asteroid din centura principală de asteroizi. A fost descoperit pe 7 septembrie 1999 la Stația Anderson Mesa în cadrul programului LONEOS. Asteroidul prezintă o orbită caracterizată de o semiaxă mare de 2,40 ua, o excentricitate de 0,15 și o înclinație de 7,5° în raport cu ecliptica.